# Línea 21A (Movibus)
La línea 21A de la red de autobuses interurbanos de la Región de Murcia (Movibus) unía Beniel con Murcia.

## Características
Fue puesta en servicio el 3 de diciembre de 2021, con la entrada en vigor de la primera fase de Movibus.
Pertenecía a la concesión MUR-002 "Beniel - Santomera - Murcia", y era operada por Orbitalia/MoviMurcia.
Fue suprimida el 3 de diciembre de 2023, siendo absorbida por la línea 31 de TMP Murcia.

### Horarios de salida
| Lunes a viernes laborables (excepto agosto) |
| A 6:45 - 8:00 - 13:00 - 15:30 - 19:30       |
| Lunes a viernes laborables (Agosto)         |
| A 7:30 - 15:30                              |
| Sábados laborables (excepto agosto)         |
| A 9:00 - 14:00 - 16:00                      |
| Sábados laborables (Agosto)                 |
| A 10:00 - 15:00 - 17:00                     |
| Domingos y festivos                         |
| A 10:00 - 14:00 - 16:00                     |

| Lunes a viernes laborables (excepto agosto) |
| A 11:00 - 14:30 - 18:30                     |
| Lunes a viernes laborables (Agosto)         |
| A 14:30                                     |
| Sábados laborables (excepto agosto)         |
| A 13:00 - 15:00 - 19:00                     |
| Sábados laborables (agosto)                 |
| A 14:00 - 16:00 - 21:00                     |
| Domingos y festivos                         |
| A 12:00 - 15:00 - 20:00                     |

## Recorrido y paradas

### Sentido Murcia
| Parada                            | Común con                      | Municipio |
| --------------------------------- | ------------------------------ | --------- |
| Plaza de Beniel                   | 21B                            | Beniel    |
| Beniel                            | 21B 22A                        | Beniel    |
| Puente Beniel                     | 21B 22A                        | Murcia    |
| Camino del Puente                 | 21B 22A                        | Murcia    |
| Vereda del Marchante              |                                | Murcia    |
| Los Garcías                       |                                | Murcia    |
| El Pino                           |                                | Murcia    |
| La Patricia                       |                                | Murcia    |
| Cruce El Raal                     |                                | Murcia    |
| Juanchi                           |                                | Murcia    |
| Señorito Lázaro                   |                                | Murcia    |
| Vigueras                          |                                | Murcia    |
| La Torre                          |                                | Murcia    |
| Bravo                             |                                | Murcia    |
| Vereda de Los Zapatas             |                                | Murcia    |
| Autos Zambudio                    |                                | Murcia    |
| Vereda de La Cueva                |                                | Murcia    |
| Gasolinera                        |                                | Murcia    |
| La Góndola                        |                                | Murcia    |
| Ermita                            |                                | Murcia    |
| La Bodega                         |                                | Murcia    |
| La Parra                          |                                | Murcia    |
| Asilo de Ancianos                 | 21B 23A                        | Murcia    |
| Avenida Primero de Mayo Bloque 12 |                                | Murcia    |
| Hospital Reina Sofía              | 21B 23A                        | Murcia    |
| Glorieta de España                | 12 15 21B 23A                  | Murcia    |
| Estación de Autobuses de Murcia   | 12 15 21B 23A 23B 31 32A 34 36 | Murcia    |

### Sentido Beniel
| Parada                          | Común con                      | Municipio |
| ------------------------------- | ------------------------------ | --------- |
| Estación de Autobuses de Murcia | 12 15 21B 23A 23B 31 32A 34 36 | Murcia    |
| Glorieta de España              | 21B 23A                        | Murcia    |
| Hospital Reina Sofía (Frente)   | 21B 23A                        | Murcia    |
| Asilo de Ancianos               | 21B 23A                        | Murcia    |
| La Parra                        |                                | Murcia    |
| La Bodega                       |                                | Murcia    |
| Ermita                          |                                | Murcia    |
| La Góndola                      |                                | Murcia    |
| Vereda de La Cueva              |                                | Murcia    |
| Autos Zambudio                  |                                | Murcia    |
| Vereda de Los Zapatas           |                                | Murcia    |
| Bravo                           |                                | Murcia    |
| La Torre                        |                                | Murcia    |
| Vigueras                        |                                | Murcia    |
| Señorito Lázaro                 |                                | Murcia    |
| Juanchi                         |                                | Murcia    |
| Cruce El Raal                   |                                | Murcia    |
| La Patricia                     |                                | Murcia    |
| El Pino                         |                                | Murcia    |
| Los Garcías                     |                                | Murcia    |
| Vereda del Marchante            |                                | Murcia    |
| Camino del Puente               | 21B 22A                        | Murcia    |
| Puente Beniel                   | 21B 22A                        | Murcia    |
| Beniel                          | 21B 22A                        | Beniel    |
| Plaza de Beniel                 | 21B                            | Beniel    |